# Pachycarpus petherickianus
Pachycarpus petherickianus är en oleanderväxtart som först beskrevs av Oliver, och fick sitt nu gällande namn av Goyder. Pachycarpus petherickianus ingår i släktet Pachycarpus och familjen oleanderväxter. Inga underarter finns listade i Catalogue of Life.